# Persis gregaria
Persis gregaria är en insektsart som först beskrevs av Ronald Gordon Fennah 1945.  Persis gregaria ingår i släktet Persis och familjen Derbidae. Inga underarter finns listade i Catalogue of Life.